# La nascita di Venere (Cabanel)
(Émile Zola, Nos peintres au Champ-de-Mars, 1867)
La nascita di Venere (La Naissance de Vénus) è un dipinto di Alexandre Cabanel, realizzato nel 1863 e attualmente conservato al museo d'Orsay. L'opera è ritenuta il capolavoro dell'artista francese.

## Storia
La tela venne esposta al Salone di Parigi del 1863 e venne acquistata dall'imperatore Napoleone III per 20.000 franchi. L'opera venne installata al palazzo dell'Eliseo nel 1865, poi in quello del Lussemburgo nel 1870 e dopo la caduta del secondo impero venne trasferito nelle collezioni del museo del Lussemburgo. L'opera entrò nelle collezioni del Louvre nel 1923 e poi venne trasferita nel museo d'Orsay nel 1978.
Cabanel firmò un contratto con la Goupil per la commercializzazione delle riproduzioni dell'opera sotto forma di incisioni. Una riduzione (85 cm × 136 cm) della Nascita di Venere, realizzata da Adolphe Jourdan nel 1864, è attualmente conservata nel museo d'arte Dahesh, a New York. Un'altra riproduzione si trova al Museo d'Arte Metropolitana nuovaiorchese.

## Descrizione
schiuma nevosa delle onde. Le punte dei seni, la bocca e le guance sono tinte d'una impercettibile sfumatura rosa.»
(Théophile Gautier, Le Moniteur universel, 13 giugno 1863)

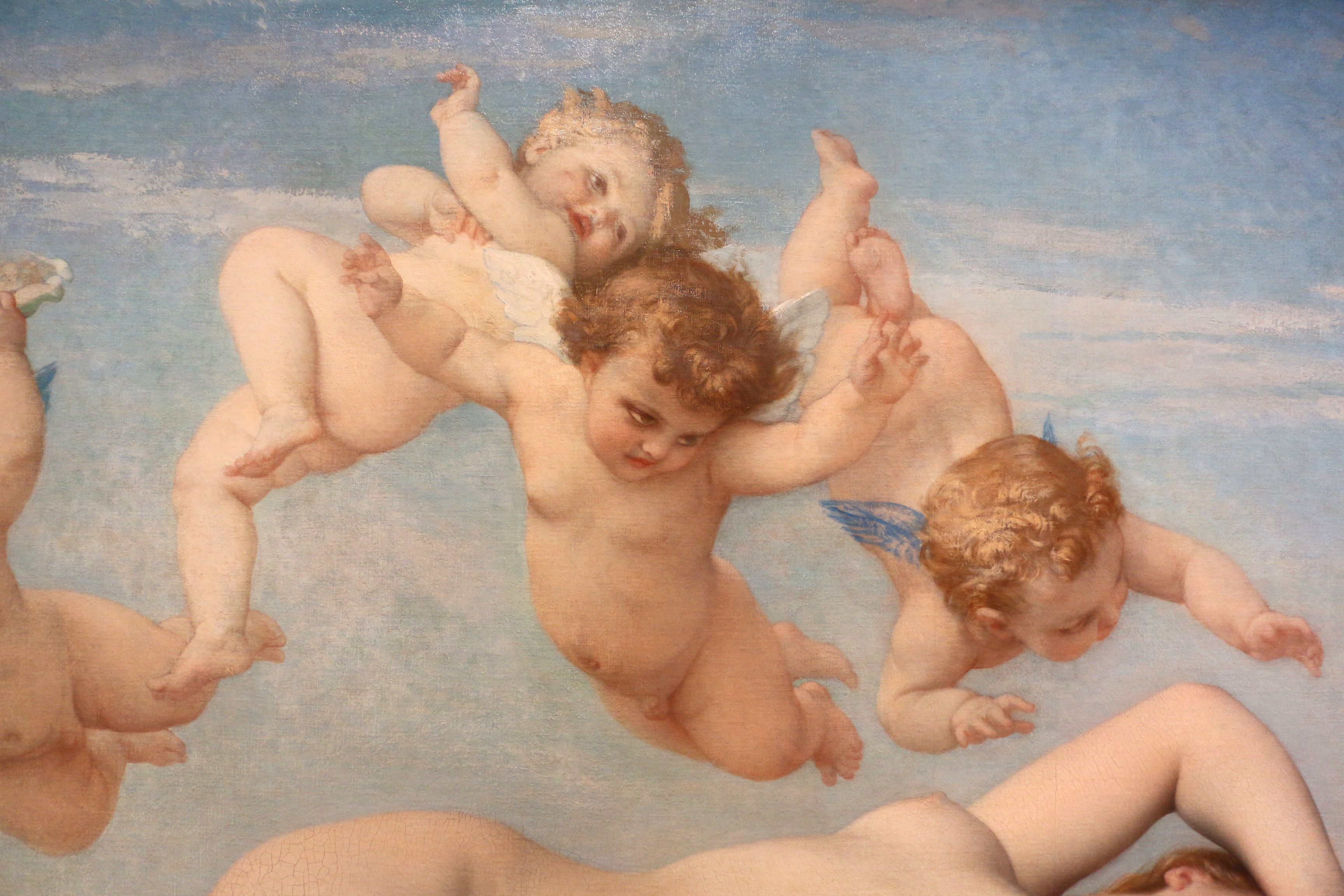
Un dettaglio degli amorini.

Il quadro ritrae la nascita di Venere, la dea dell'amore nella mitologia romana: la donna emerge dalla spuma del mare e degli amorini le svolazzano intorno o suonano delle conchiglie. Per Cabanel il tema mitologico era un pretesto per poter raffigurare un nudo artistico femminile cercando di non destare scandalo (come invece avverrà per l'Olympia manetiana, che raffigurava una donna normale e non un personaggio del mito). La tela presenta una carica erotica fortissima, soprattutto nelle braccia alzate della figura che ne mettono in evidenza i seni e nello sguardo rivolto verso lo spettatore.

## Critica
Le reazioni dei critici che videro il dipinto esposto al Salone del 1863 furono varie. Théophile Gautier e Louis Auvray elogiarono l'opera e quest'ultimo la definì meno naturale ma più poeticamente bella della Perla di Paul Baudry.
Émile Zola, che combatteva contro la pittura accademica e le "opere senza vita del Cabanel", difendendo quelle di Manet, criticò il dipinto cabaneliano ed espresse un giudizio sull'artista e le sue opere.
(Émile Zola, Commentaire sur l'Exposition de 1875)
Il critico d'arte e scrittore Joris-Karl Huysmans vedeva nella Nascita di Venere cabaneliana una "Venere alla crema".